# Synodontis caudovittatus
Synodontis caudovittatus är en fiskart som beskrevs av Boulenger, 1901. Synodontis caudovittatus ingår i släktet Synodontis och familjen Mochokidae. IUCN kategoriserar arten globalt som otillräckligt studerad. Inga underarter finns listade i Catalogue of Life.